# Stigmella oligosperma
Stigmella oligosperma là một loài bướm đêm thuộc họ Nepticulidae. Nó được tìm thấy ở Maharashtra in Ấn Độ.